# Samsung Star
Il Samsung GT-S5230, noto a livello globale come Samsung Star, in Polonia come Samsung Avila, in Francia come Samsung Player One e in Inghilterra e Stati Uniti come Samsung Tocco Lite, è un telefono cellulare touch screen a basso costo prodotto da Samsung con sistema operativo proprietario. La prima versione del cellulare è stata lanciata nel maggio 2009, ottenendo molto successo: Samsung ha registrato 10 milioni di unità vendute in 6 mesi; È disponibile in bianco, silver, nero e rosa e in altre varianti, sia dell'estetica, che dei componenti interni. Dopo un periodo di grande commercializzazione del GT-S5230, è stata diffusa la nuova versione con il WiFi GT-S5230W.

## Caratteristiche
Piattaforma
- GSM & EDGE 850/900/1800/1900
- Sistema operativo: proprietario
- Interfaccia: TouchWiz 1.0
- WAP browser 2.0, basato sul progetto Open Source WebKit
- Java MIDP 2.0

Dimensioni
- Altezza & Lunghezza: 106 x 53.5 x 11.9 mm
- Massa: 93.5g

Display
- 262.000 colori TFT
- Risoluzione: WQVGA
- 3" Fulltouch
- Touch screen Resistivo

Batteria
- Li-ion 1000 mAh
- Più di 10 ore in conversazione (dipende dal firmware)
- Più di 116 ore in standby (dipende dal firmware)

Multimedia
Foto
- Riproduzione foto in HD con Zoom digitale fino a 8x
- Effetto cascata con Accelerometro
- Editor di immagini con numerosi effetti
- Fotocamera 3,2 megapixel
- Scatto con Zoom digitale fino a 4x
- Molte modalità di scatto (Singola, Modo Sorriso, Continuo, Panorama, Mosaico, Cornice)
- Molte modalità scene (Normale, Verticale, Orizzontale, Notte, Sport, Tramonto, Testo)
- Molti effetti grafici (Normale, Seppia, Negativo, Bianco e Nero, Acqua)
- Timer Autoscatto

Video
- Formati di riproduzione supportati: MPEG4/H.263/H.264/3GP
- Streaming da Internet (YouTube, etc)
- Tag dei video in riproduzione (segnaposto)
- Registrazione di video: 15 fps QVGA
- Video Messaggio

Suoni e Musica
- Riproduttore musicale in Background
- Audio 3D con tecnologia Samsung DNSe
- Equalizzatore con samples preimpostati
- Shazam - Trova musica (riconosce titolo ed artista delle canzoni)
- Libreria Musicale
- Gestione Playlist
- Supporto a Digital Rights Management
- Supporto ad Apple FairPlay

Divertimento
- Java MIDP 2.0
- Accelerometro
- Tumbling Dice - Tiro dei Dadi
- Radio FM con RDS
- Podcast
- Accesso veloce a community (Facebook, YouTube, Flickr, Picasa, etc)
- Caricamento di foto su Facebook, Flickr, ecc.

Utilità
- Gestione Feed RSS
- Widget Timer, Meteo, Notizie, Orologio, ecc.
- Visualizzazione documenti Microsoft Office, Adobe Acrobat
- PictBridge - Mobile Printing
- Modalità Offline o Aereo

Messaggistica
- SMS/MMS
- Email (POP3/SMTP/IMAP4)
- T9
- Tastiera QWERTY virtuale con telefono in orizzontale

Connettività
- Bluetooth 2.1
- USB 2.0
- Wi-Fi (solo versioni GT-S5230W/S5233W)
- Exchange ActiveSync (Dipende dal firmware installato)
- New PC Studio Sync Application
- USB Mass Storage
- WAP 2.0
- HTML Browser
- GSM - EDGE

Organizzazione personale
- Calendario
- Orologio con più fusi orari
- Sveglia
- Lista "Cose da Fare"
- Calcolatrice
- Cronometro
- Timer

Memoria
- 80 MB a disposizione dell'utente (dipende dal Firmware installato)
- Supporto microSD fino a 8 GB (Dipende dal Firmware installato)
- Fino a 1000 numeri in Rubrica
- Fino a 500 Messaggi
- Backup con Samsung PCStudio

## Varianti
Dopo il successo della versione base del Samsung Star GT-S5230, Samsung ha creato nuove varianti, la cui maggioranza è poco diffusa e/o riservata a pochi paesi (eccetto per la versione con il Wireless, ampiamente diffusa in Italia anche se in ritardo):
- Samsung Star GT-S5233 - Versione con hardware uguale ma con spazio per lo stilo.
- Samsung Star GT-S5230W - Versione uguale se non per l'integrazione di un modulo WiFi ,del pennino e della microSD
- Samsung Star GT-S5230 Hello Kitty - Versione con hardware uguale ma design Hello Kitty.
- Samsung Star GT-S5230 La Fleur - Versione femminile con cover rosso e disegni astratti.
- Samsung Star GT-S5230 Fan Package - Versione per la Germania in occasione del Campionato mondiale di calcio 2010
- Samsung Star GT-S5230G - Versione con modulo GPS integrato.
- Samsung Star GT-S5230N - Versione con tecnologia NFC integrata
- Samsung Star GT-S5233T - Versione con tuner analogico televisivo integrato.

## Nomi
- In Polonia il cellulare si chiama Samsung Avila
- In Francia si chiama Samsung Player One
- In tutto il resto del mondo si chiama Samsung Tocco Lite o Samsung Star

## Firmware
- Ci sono diverse versioni del firmware. Le differenze più note tra gli stessi sono la possibilità o meno di installare software .jar semplicemente cliccandoci sopra e anche la presenza del doppio menu, un secondo menu con lo stile del desktop dell'iPhone. Samsung ha realizzato più di 65 versioni del firmware per il Samsung Star (incluse tutte le varianti e i paesi)[4]. Molte hanno minime differenze, altre invece correggono bug e/o aggiungono funzionalità. La particolarità è che sono state distribuite solo ai centri assistenza per aggiornare il software su richiesta o in caso di malfunzionamenti. Nonostante ciò, su molti forum e siti "underground", possono esserne trovate molte versioni assieme ai programmi per l'aggiornamento.